# Роберт Рудланский
Роберт Рудланский (англ. Robert of Rhuddlan; ум. 3 июля 1093) — нормандский рыцарь, один из первых англонормандских баронов, начавших экспансию в Уэльсе. Роберту удалось завоевать Гвинед и поставить под свой контроль значительную часть северного Уэльса.

## Биография
Роберт был двоюродным братом Гуго д’Авранша, 1-го графа Честера. В Англию он прибыл ещё до нормандского завоевания и состоял на службе у короля Эдуарда Исповедника. В 1071 году Гуго д’Авранш возглавил Честерскую марку, особую административную единицу на валлийской границе, организованную с целью обороны западных графств и наступления на земли северного Уэльса. В 1072 году Гуго назначил Роберта командующим военными отрядами Честерского графства. Сразу после этого Роберт начал экспансию в северо-восточном Уэльсе. Уже в следующем году он захватил значительную часть современного Денбишира и возвёл на побережье замок Рудлан, который стал центром владений Роберта в этом регионе. По легенде, замок был построен на месте бывшего дворца Грифида ап Лливелина, короля Гвинеда, в середине XI века объединившего под своей властью бо́льшую часть Уэльса. Завоёванные земли Роберт держал на правах вассала графа Гуго д’Авранша.
Когда в 1075 году Грифид II ап Кинан попытался захватить престол королевства Гвинед у Трахайарна ап Карадога, Роберт Рудланский предоставил Грифиду отряд нормандских рыцарей. Однако первоначально успех сопутствовал Трахайарну, который в конце того же года атаковал Грифида и заставил его бежать в Ирландию. Воспользовавшись междоусобицей в Гвинеде, Роберт захватил кантревы Рос и Ривониог, став таким образом повелителем всего северо-восточного Уэльса к востоку от реки Конуи. На завоёванных землях Роберт выстроил замок Дегануи. В 1081 году Трахайарн ап Карадог, сдерживавший до этого времени продвижение нормандцев на запад, был разбит своими противниками и погиб в битве при Минид-Карн. Престол Гвинеда захватил Грифид ап Кинан. Однако вскоре последний был вероломно захвачен в плен недалеко от Корвена Гуго д’Авраншем и Гуго Монтгомери, а затем помещён в Честерский замок. Возможно также, что в захвате Грифида принимал участие и Роберт Рудланский, поскольку именно он предъявил претензии на владения короля Гвинеда и в течение несколько лет захватил весь Северный Уэльс, построив замки в Бангоре, Карнарвоне и других местах.
Согласно Книге Страшного суда, составленной в 1086 году, под властью Роберта Рудланского находился весь Северный Уэльс, кроме земель епископств Бангора и Сент-Асафа. Причём этими территориями Роберт уже владел как непосредственный вассал короля Вильгельма I, а не графа Гуго д’Авранша. Ежегодная феодальная рента с земель Роберта в королевскую казну составляла 40 фунтов стерлингов. Когда после смерти Вильгельма I, в 1088 году в Англии вспыхнуло восстание против нового короля, Роберт поддержал мятежников. Его отряды участвовали в осаде Рочестера, однако позднее Роберт был вынужден сложить оружие и подчиниться королю Вильгельму II.
Блестящая карьера Роберта Рудланского оборвалась летом 1093 года. 3 июля, когда Роберт отдыхал в своём замке Дегануи на берегу реки Конуи, на побережье к северу от замка высадились валлийские разбойники, которые начали грабить земли Роберта. По некоторым источникам их возглавлял Грифид ап Кинан, бежавший из Честерской крепости. Роберт отдал приказ о сборе своего отряда, а сам поспешил на побережье. Увидев, что корабли валлийцев хорошо защищены грядой Грейт-Орм и могут легко уйти в море ещё до подхода рыцарей, Роберт решил не откладывать атаку. По легенде, он бросился на валлийцев в сопровождении одного лишь своего знаменосца и был убит градом уэльских дротиков. Привязав голову погибшего Роберта к мачте одного из своих кораблей, валлийцы быстро покинули место стычки.
Владения Роберта Рудланского после его смерти перешли к графу Гуго д’Авраншу. Однако он не смог их удержать: в результате массового восстания 1094 года англо-нормандские рыцари были изгнаны из Северного Уэльса, а Грифид ап Кинан восстановил независимость королевства Гвинед. Английское продвижение в Северном Уэльсе было задержано почти на столетие.